# Distretto di San Juan de Tantaranche
Il distretto di San Juan de Tantaranche è uno dei trentadue distretti della provincia di Huarochirí, in Perù. Si trova nella regione di Lima e si estende su una superficie di 137,16 chilometri quadrati.
Istituito il 16 febbraio 1962, ha per capitale la città di San Juan de Tantaranche.